# Capão do Cipó
Capão do Cipó là một đô thị thuộc bang Rio Grande do Sul, Brasil. Đô thị này có diện tích 1022,182 km², dân số năm 2007 là 3180 người, mật độ 3,11 người/km².